# VFW-614

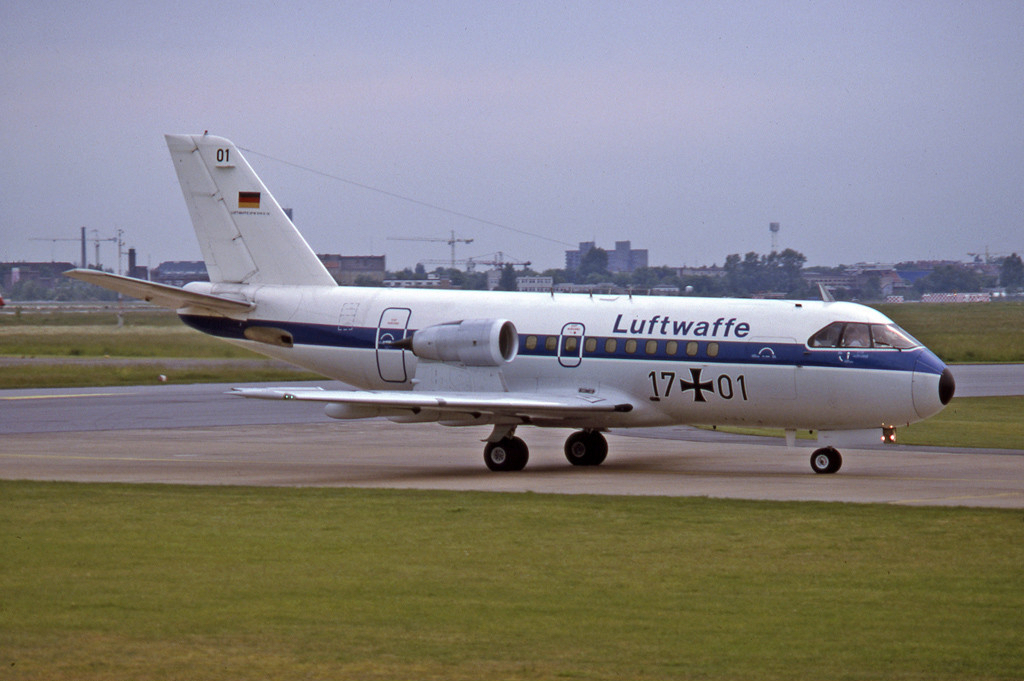
VFW-614

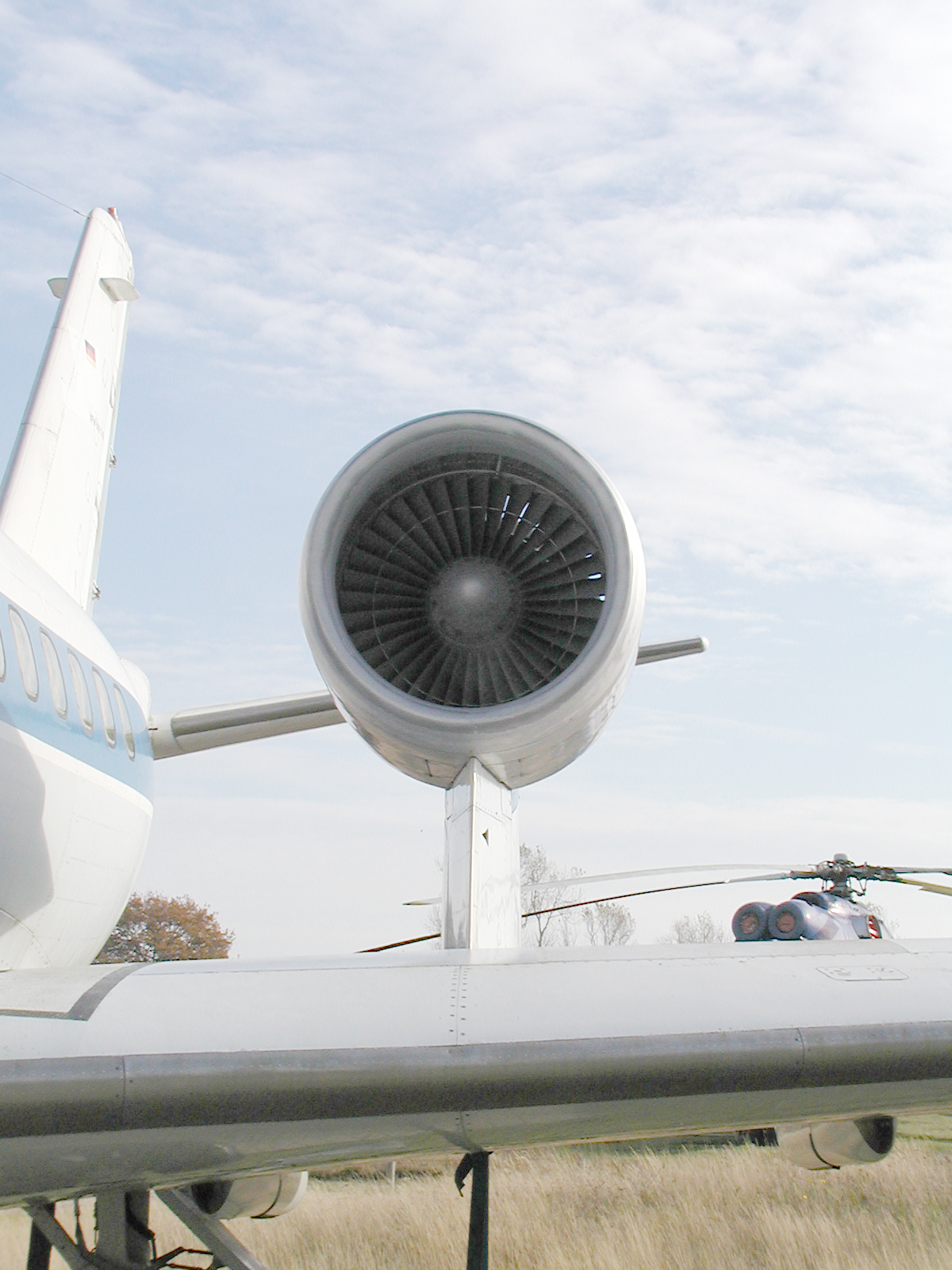
De ongebruikelijke motoropstelling van de VFW-614

De VFW-614 was een straalverkeersvliegtuig voor 40 passagiers, dat werd gebouwd door VFW-Fokker, een fusie tussen Fokker en Vereinigte Flugtechnische Werke (VFW). Het was bedoeld als vervanger voor de Douglas DC-3 maar was klaar op een moment dat de markt voor kleine regionaal opererende toestellen nog niet groot was.
Het toestel was een laagdekker met opvallend genoeg beide motoren op zuilen boven op de vleugels geplaatst. Tot deze ongebruikelijke opstelling was besloten om de kans te verminderen dat vreemde voorwerpen (zand en stenen) in de motor raakten. Verwacht werd dat de VFW-614 hierdoor minder problemen zou hebben met landen en opstijgen op relatief slecht onderhouden vliegvelden in ontwikkelingslanden.
In 1961 was het ontwikkelen van het toestel voorgesteld door de Entwicklungsring Nord groep (ERNO), die bestond uit Focke-Wulf, Hamburger Flugzeugbau (HFB) en Weserflug. Het zou het eerste straalverkeersvliegtuig worden dat in Duitsland werd ontwikkeld. Een jaar later fuseerden Focke-Wulf en Weserflug tot VFW. In 1968 gaf de Duitse overheid het groene licht voor het ontwikkelen van het toestel, en in 1970 voor het voorbereiden van de productie. VFW was een jaar eerder gefuseerd met Fokker tot VFW-Fokker.
Het toestel maakte zijn eerste vlucht op 14 juli 1971 maar was geen succes. Het eerste prototype verongelukte binnen een jaar na de eerste vlucht, en het toestel kon de concurrentie met de Fokker 27 Friendship niet aan. Eind 1977 werd de productie gestaakt. Er waren toen in totaal slechts 19 stuks gebouwd. Enkele maatschappijen die ermee vlogen waren Touraine Air Transport (TAT), Air Alsace, en Cimber Sterling. Tevens hebben drie toestellen dienstgedaan bij de Duitse Luftwaffe. In 1980 werd VFW-Fokker weer ontbonden.

## Specificaties
- Type: VFW-Fokker 614
- Fabriek: Fokker en VFW
- Rol: Passagiersvliegtuig
- Bemanning: 2
- Passagiers: 40-44
- Lengte: 20,6 m
- Spanwijdte: 21,5 m
- Hoogte: 7,82 m
- Vleugeloppervlak: 64 m²

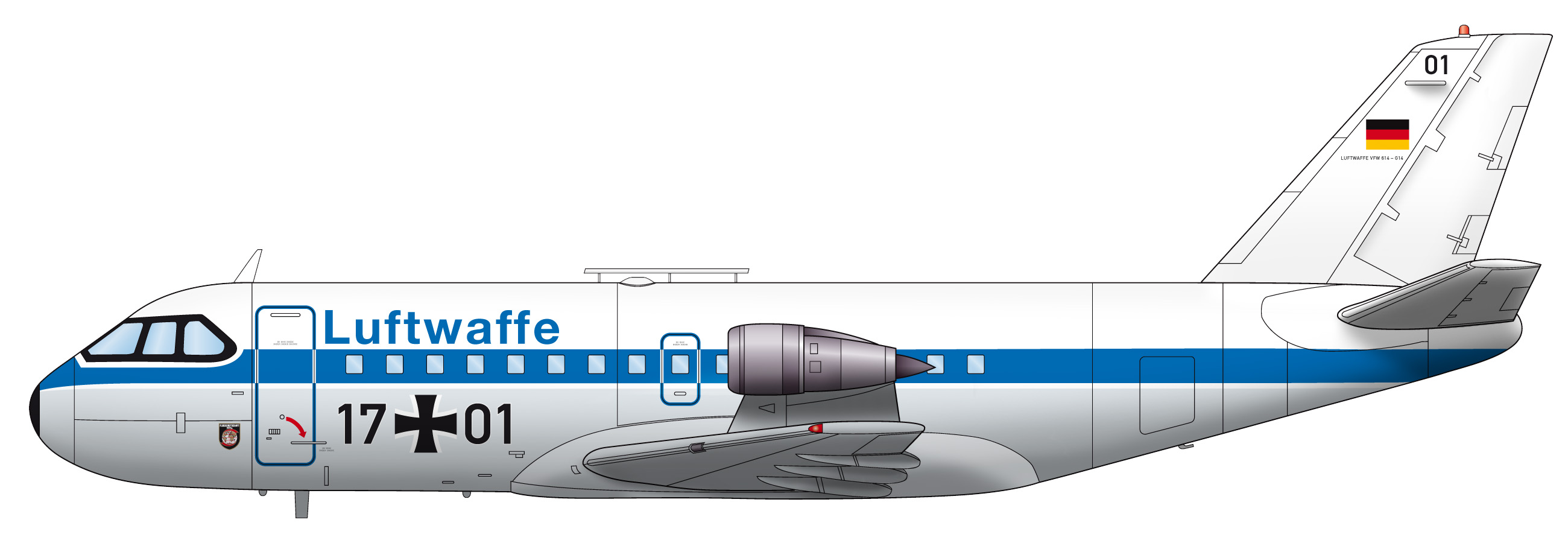
VFW-Fokker 614

- Vleugelprofiel: wortel: NACA 63A015; tip: NACA 65A012
- Leeggewicht: 12.179 kg
- Maximum gewicht: 19.958 kg
- Motor: 2 × Rolls-Royce/SNECMA M45H Mk. 501 turbofan motoren, 33,2 kN stuwkracht elk
- Aantal gebouwd: 19
- Eerste vlucht: 14 juli 1971
- Uit dienst: 7 december 2012

Prestaties
- Maximumsnelheid: 704 km/u
- Vliegbereik: 1.195 km (met 40 passagiers)
- Plafond: 7.620 m
- Klimsnelheid: 15,75 m/s